# Гнассингбе, Фор Эссозимна
Фор Эссозимна Гнассингбе (фр. Faure Essozimna Gnassingbé; род. 6 июня 1966, Афагнан, Того) — премьер-министр Того с 3 мая 2025 года. Президент Того в течение 20 лет с февраля 2005 года по май 2025 года.

## Биография
Сын президента Того с 1967 года по 2005 года Гнассингбе Эйадемы.
Получил образование во Франции (Сорбонна) по специальности финансовый менеджмент, и в военном лицее в Сен-Сир. В 1992—1997 годах учился в Университете Джорджа Вашингтона в США, получив степень МВА и пройдя стажировку в ряде международных организаций. В 1998 году он вернулся в Того.
С октября 2002 года член парламента, с 29 июля 2003 года —- министр телекоммуникаций.
После смерти отца 5 февраля 2005 года, был объявлен при поддержке армии новым президентом страны (самолёт находившегося в Европе председателя Национальной ассамблеи Фамбаре Уаттара Начаба, который по конституции должен был исполнять обязанности временного президента, принудили совершить посадку в соседнем Бенине). Чтобы придать законность переходу власти, Национальная ассамблея 6 февраля «задним числом» избрала Фора Гнассингбе своим председателем вместо Начабы. Помимо этого, депутаты отменили конституционную норму о проведении выборов следующего президента в течение 60 дней. Фор Гнассингбе мог оставаться президентом до конца президентского срока своего отца — то есть, ещё три года.
Под давлением ЭКОВАС, ЕС, Африканского Союза и ООН, 25 февраля подал в отставку с поста председателя Национальной ассамблеи, поставив на этот пост (с полномочиями временного президента страны) своего соратника Аббаса Бонфо и назначил президентские выборы. 
На выборах 24 апреля 2005 года, согласно официальным результатам Гнасингбе получил чуть более 63% голосов. ЕС и Центр Картера посчитали выборы мошенническими. Массовые протесты оппозиционных партий привели к убийству более тысячи граждан силами безопасности. 40 тысяч жителей бежали в соседние Бенин и Гану.
Гнассингбе был переизбран на второй срок в 2010 году. На президентских выборах в апреле 2015 года Гнассингбе выиграл третий срок, победив своего главного соперника Жана-Пьера Фабра с результатом примерно 59 % против 35 %. На четвертых выборах в феврале 2020 года Гнассингбе победил, набрав 72 % голосов, тогда как у его соперника, бывшего премьер-министра Агбейоме Коджо, было 18%. Легитимность выборов в Того широко оспаривалась. 
В 2024 году тоголезский парламент одобрил поправки в конституцию Того, фактически преобразующие Того в парламентскую республику: председатель совета министров наделялся широкими полномочиями, тогда как должность президента становилась церемониальной. В мае 2025 года Гнассингбе решил оставить пост президента страны и стал главой правительства Того, таким образом сохранив за собой статус главы исполнительной власти Того в условиях измененной конституции. 